# Thomas Roger & Co.
Die Thomas Roger & Co. Ltd. war ein britischer Automobilhersteller.

## Unternehmensgeschichte
Das Unternehmen aus Wolverhampton begann 1920 mit der Produktion von Automobilen. Der Markenname lautete Roger 1924 endete die Produktion. Insgesamt entstanden etwa 100 Fahrzeuge.

## Modelle
Das einzige Modell war der 10.8 HP. Es war ein Leichtfahrzeug. Ein Vierzylinder-Reihenmotor von Coventry-Simplex mit 1370 cm³ Hubraum trieb die Fahrzeuge an. Besonderheit der ansonsten konventionellen Tourenwagenkonstruktion war die Querblattfeder, an der die Vorderräder aufgehängt waren.
| Modell  | Bauzeitraum | Zylinder | Hubraum  | Radstand |
| ------- | ----------- | -------- | -------- | -------- |
| 10.8 HP | 1920–1924   | 4 Reihe  | 1368 cm³ | 2667 mm  |